# Weißbach bei Lofer
Pour les articles homonymes, voir Weißbach.
Weißbach bei Lofer est une commune autrichienne du district de Zell am See dans l'État de Salzbourg.